# Pterostylis revoluta
Pterostylis revoluta är en orkidéart som beskrevs av Robert Brown. Pterostylis revoluta ingår i släktet Pterostylis och familjen orkidéer. Inga underarter finns listade i Catalogue of Life.